# Neptis rogersi
Neptis rogersi är en fjärilsart som beskrevs av Eltringham 1921. Neptis rogersi ingår i släktet Neptis och familjen praktfjärilar. Inga underarter finns listade i Catalogue of Life.